# ФК Дечич
„Дечич“ (на черногорски: Fudbalski klub Dečić Tuzi/ФК Дечић) е черногорски футболен клуб от град Тузи. Тимът се състезава в най-високото ниво на черногорския клубен футбол – Черногорската първа лига. Клубен цвят - синьо. Клубът е основан през 1926 година в Кралство Югославия. 

## Успехи
Национални
 Черна гора
- Черногорска първа лига
  -  Бронзов медалист (2): 2020/21, 2021/22
- Купа на Черна гора
  -  Носител (1): 2024/25
  -  Финалист (2): 2020/21, 2021/22
- Втора лига на Черна гора:
  -  Шампион (2): 2012/13, 2019/20
- Четвърта лига на Черна гора:
  -  Шампион (6): 1971/72, 1975/76, 1982/83, 1986/87, 2001/02, 2002/03

 Сърбия и Черна гора (2003-2006)
- Републиканска Черногорска лига (3 ниво):
  -  Шампион (1): 2003/04

 СР Югославия (1992-2003)
- Черногорска регионална лига Среден регион (Централна група):
  -  Шампион (2): 2001/02, 2002/03

 СФР Югославия (1945-2002)
- Четвърта лига:
  -  Шампион (1): 1972/73[1]